# 茹志鹃
茹志鹃（1925年9月13日—1998年10月7日），笔名阿如、初旭，女，祖籍浙江绍兴，生于杭州，中国当代作家。代表作品有《高高的白杨树》、《百合花》、《静静的产院》、《剪辑错了的故事》等。
茹志鹃1925年生于上海。幼年失去父母因而跟随外祖母，以做手工维持生活，11岁才上小学。外祖母去世后，被孤儿院收养，继续念中学。1942年，初中毕业。1943年随哥哥茹茄（后改名为沈之瑜）到苏北参加了新四军话剧团当演员。1943年底，她以军中的一些素材，完成了短篇小说《生活》。1947年加入中国共产党，1950年与王啸平导演结婚，1955年从南京军区话剧团转业到上海，在《文艺月报》做编辑。1958年在《延河》文学杂志发表短篇小说《百合花》，1958年6月号《人民文学》杂志在发表茅盾评论的同时，全文转载了《百合花》。1959年发表短篇小说集《高高的白杨树》（上海文艺出版社），1960年起从事专业文学创作。文革中《百合花》被批为大毒草。1979年发表短篇小说《剪辑错了的故事》，获得1979年全国优秀短篇小说奖。

## 作品
- 《百合花》1958人民文学出版社、
- 《高高的白杨树》1964上海文艺出版社、
- 《静静的产院》1962中国青年出版社、
- 《剪辑错了的故事》1979年第二期《人民文学》，获得1979年全国优秀短篇小说奖。
- 《茹志鹃日记》2006大象出版社
- 《茹志鹃小说选》1983四川文艺出版社

## 家庭
丈夫王啸平是剧作家。其女王安忆也是一位作家。